# Christine Lagarde
Christine Madeleine Odette Lagarde (rođena Lallouette, Pariz, 1. siječnja 1956.) je francuska političarka, poduzetnica i pravnica, trenutna predsjednica Europske središnje banke na funkciji od 1. studenoga 2019. Od srpnja 2011. do rujna 2019. obnašala je dužnost predsjednice i izvršne direktorice Međunarodnog monetarnog fonda (MMF).
Lagarde je prethodno obnašala razne visoke političke funkcije u francuskoj vladi: bila je ministrica trgovine (2005. – 2007.), ministrica poljoprivrede i ribarstva (2007.) i ministrica gospodarstva, financija i industrije (2007. – 2011.). Lagarde je bila prva žena koja je postala ministrica financija među zemljama članicama G8 i prva je žena na čelu ESB-a i MMF-a. Renomirana je pravnica u području antitrusta i politike rada, Lagarde je bila i prva žena predsjednica velike međunarodne odvjetničke tvrtke Baker & McKenzie, između 1999. i 2004. godine. Financial Times ju je 16. studenog 2009. proglasio najboljom ministricom financija u eurozoni.
Dana 5. srpnja 2011. Lagarde je zamijenila Dominiquea Strauss-Kahna na mjestu generalnog direktora MMF-a na petogodišnji mandat. Njezino imenovanje bilo je 11. uzastopno imenovanje Europljanina na čelo MMF-a. Konsenzusom je izabrana za drugi petogodišnji mandat, počevši od 5. srpnja 2016. godine, kao jedina kandidatkinja nominirana za to mjesto. U 2019. i ponovno u 2020. godini zauzela je drugo mjesto na Forbesovoj listi 100 najmoćnijih žena na svijetu.

## Rani život i obrazovanje
Lagarde je rođena u Parizu u Francuskoj, u obitelji prosvjetnih radnika. Njezin otac Robert Lallouette bio je profesor engleskog jezika, a majka Nicole (Carré), bila je profesorica latinske, grčke i francuske književnosti. Lagarde i njezino troje mlađe braće djetinjstvo su proveli u Le Havreu. Tamo je pohađala školu Lycée François premier (gdje je predavao njezin otac) i Lycée Claude Monet. Kao tinejdžerica Lagarde je bila članica francuske nacionalne reprezentacije u sinkroniziranom plivanju. Nakon mature 1973. godine, dobila je američku stipendiju za terensku službu u Holton-Arms School u Bethesdi u Marylandu. Tijekom godine boravka u Sjedinjenim Američkim Državama, Lagarde je radila kao pripravnica u američkom Kapitolu kao pomoćnica u Kongresu zastupnika Williama Cohena, pomažući mu u dopisivanju s biračima francuskog govornog područja iz njegovog sjevernog okruga Maine tijekom saslušanja u Watergateu. Diplomirala je na Sveučilištu Paris West Nanterre La Défense, gdje je magistrirala engleski jezik, radno pravo i socijalno pravo. Stekla je drugi magisterij na Institutu za političke studije u Aix-en-Provenceu. Od 2010. predsjedava upravnim odborom škole Aix.

## Profesionalna karijera
Lagarde se 1981. godine pridružila velikoj međunarodnoj odvjetničkoj tvrtki Baker & McKenzie,  sa sjedištem u Chicagu. Vodila je velike slučajeve u područjima antitrusta i radnog prava, a nakon šest godina postala je članom iste odvjetničke tvrtke i imenovana je šefom tvrtke u Zapadnoj Europi. Pridružila se izvršnom odboru 1995. i izabrana je za prvu predsjednicu tvrtke u listopadu 1999.

## Ministarska karijera
Kao francuska ministrica trgovine između 2005. i svibnja 2007., Lagarde je dala naglasak na otvaranju novih tržišta za proizvode svoje zemlje, usredotočujući se na tehnološki sektor. Dana 18. svibnja 2007. godine premještena je u Ministarstvo poljoprivrede kao dio vlade Françoisa Fillona. Sljedećeg mjeseca pridružila se Fillonovom kabinetu u Ministarstvu gospodarstva, financija i zapošljavanja. Bila je jedini pripadnik francuske političke klase koji je osudio rasističke primjedbe Jean-Paula Guerlaina iz 2010.

## Međunarodni monetarni fond

### Stupanje na dužnost
Dana 25. svibnja 2011., Lagarde je najavila kandidaturu za šeficu MMF-a nakon ostavke Dominiquea Strauss-Kahna obilježene skandalom. Njezina je kandidatura dobila potporu britanske, indijske, američke, brazilske, ruske, kineske i njemačke vlade. Za to mjesto nominiran je i guverner Meksičke banke (i bivši ministar financija ) Agustín Carstens. Njegovu su kandidaturu podržale mnoge vlade Južne Amerike, kao i Španjolska, Kanada i Australija.
Dana 28. lipnja 2011., odbor MMF-a izabrao je Lagarde za novu izvršnu direktoricu i predsjednicu na petogodišnji mandat, počevši od 5. srpnja 2011. Izvršni odbor MMF-a pohvalio je oba kandidata kao dobro kvalificirane, ali je Lagarde izabrao konsenzusom. Lagarde je tako postala prva žena koja je izabrana za šeficu MMF-a. Da je bio izabran, Carstens bi bio prvi direktor neeuropejac, što bi prekinulo nepisano pravilo da se mjesto direktora MMF-a uvijek prepusti kandidatu podrijetlom uz Europe. Njezino imenovanje uslijedilo je u vrijeme intenziviranja europske krize državnog duga, posebno u Grčkoj, sa strahovima o nemogućnosti podmirenja državnog duga od strane država dužnika. Sjedinjene Američke Države bile su veliki podržavatelj njezine politike upravljanja europske ekonomske krize.
Američki ministar financija Timothy Geithner rekao je da će Lagardein "izniman talent i bogato iskustvo biti neprocjenjivo u nastojanju rješavanja krize u ovoj iznimnoj instituciji u kritičnom trenutku za globalno gospodarstvo". Predsjednik Nicolas Sarkozy definirao je imenovanje Lagarde kao "francusku pobjedu".
Dana 17. prosinca 2015., francuski ministar financija Michel Sapin, rekao je da bi Lagarde mogla ostati na mjestu šefice MMF-a, unatoč optužbama za kazneni nemar. Tijekom svog boravka u MMF-u više se puta izuzela iz utrka za imenovanje na neke ključne pozicije u Europi, uključujući mjesta predsjednice Europske komisije ili predsjednice Europske središnje banke. Međutim, 2. srpnja 2019. Lagarde je izabrana za novu predsjednicu ECB-a, nasljednicu Maria Draghija, i tu poziciju obnaša i danas. Nakon stupanja na novu dužnost podnijela je ostavku na mjesto izvršnog direktora MMF-a.

## Europska središnja banka
Europsko vijeće nominiralo je Lagarde 2. srpnja 2019. godine kao kandidata za predsjednicu Europske središnje banke (ECB), pošto je 1. studenoga 2019. isticao mandat Mariju Draghiju. Dana 17. rujna 2019., Europski parlament izabrao ju je tajnim glasovanjem za taj položaj, s 394 glasa za, 206 protiv i 49 suzdržanih. S konačnom potvrdom od strane Europskog vijeća na listopadskom summitu, Lagarde je postala prva žena koja obnaša dužnost predsjednice ECB-a.
Predsjednica Lagarde je u velikoj mjeri nastavila održavati prilagodljivu monetarnu politiku svog prethodnika Maria Draghija. Obraćajući se ECON-ovom odboru Europskog parlamenta prije svog imenovanja, Lagarde je također izrazila spremnost da ECB igra značajnu ulogu u borbi protiv klimatskih promjena i da izvrši reviziju okvira monetarne politike ESB-a.

## Ostale funkcije

### Institucije Europske unije
- Europski odbor za sistemski rizik (ESRB), po službenoj dužnosti predsjednik Općeg odbora (od 2019.)[51]
- Europska investicijska banka (EIB), član odbora guvernera po službenoj dužnosti (2007. – 2011.)[52]

### Međunarodne organizacije
- Banka za međunarodna poravnanja (BIS), član upravnog odbora po službenoj dužnosti (od 2019.)
- Azijska razvojna banka (ADB), član odbora guvernera po službenoj dužnosti (2007. – 2011.)[53]
- Europska banka za obnovu i razvoj (EBRD), član uprave guvernera po službenoj dužnosti (2007. – 2011.)
- Međunarodni monetarni fond (MMF), član uprave guvernera po službenoj dužnosti (2007. – 2011.)
- Svjetska banka, član uprave guvernera po službenoj dužnosti (2007. – 2011.)

### Neprofitne organizacije
Svjetski ekonomski forum (WEF), član upravnog odbora (od 2011.)

## Polemike i kontroverze

### PopisLagarde
U 2010. godini Lagarde, tada francuska ministrica financija, poslala je grčkoj vladi popis od 1.991 imena grčkih državljana potencijalnih poreznih neplatiša s bankovnim računima u HSBC-ovoj podružnici u Ženevi.
Dana 28. listopada 2012. godine, grčki izvjestitelj i urednik Kostas Vaxevanis tvrdio je da posjeduje popis i objavio je dokument s više od 2000 imena poreznih neplatiša u svom časopisu Hot Doc. Odmah je uhićen pod optužbom za kršenje zakona o privatnosti s mogućom kaznom do dvije godine zatvora. Nakon negodovanja javnosti, Vaxevanis je tri dana kasnije oslobođen optužbi. Vaxevanis se suočio s ponovljenim suđenjem (grčke vlasti još nisu trebale optužiti nikoga s popisa), ali je ponovno oslobođen. Nekoliko dana prije općih izbora u Grčkoj u siječnju 2015. godine, kada je bilo jasno da će na vlast doći ljevičarska Siriza, policija za financijske zločine konzervativne vlade Antonisa Samarasa uništila je velike količine dokumenata koji se odnose na slučajeve korupcije.

### Istraga zbog nemara
Francuski je sud 3. kolovoza 2011. pokrenuo istragu uloge Lagarde u arbitražnom sporazumu vrijednom 403 milijuna eura u korist poduzetnika Bernarda Tapiea. Dana 20. ožujka 2013. francuska je policija tijekom istrage izvršila raciju u njezin stan u Parizu. Dana 24. svibnja 2013., nakon dvodnevnog ispitivanja na sudu, Lagarde je dobila status "pomoćne svjedokinje", što znači da sama nije bila pod istragom u toj aferi. Prema izvješću za tisak iz lipnja 2013., izvršni direktor France Telecoma (bivši pomoćnik Lagarde dok je bila ministrica financija) Stéphane Richard, koji je u ovom slučaju i sam bio pod formalnom istragom, izjavio je da je Lagarde bila u potpunosti informirana o činjenicama prije odobravanja arbitražnog postupka koji je pogodovao Bernardu Tapieu. Nakon toga, u kolovozu 2014. sud je objavio da je službeno podigao optužnicu zbog nemara protiv Lagarde zbog njezine uloge u arbitraži slučaja Tapie. Dana 17. prosinca 2015., sud je pokrenuo suđenje protiv Lagarde zbog navodnog nemara u postupanju s arbitražnim procesom Tapie. U prosincu 2016. sud je Lagarde proglasio krivom zbog nemara, ali je odbio izreći kaznu.

## Mediji
Lagarde je intervjuirana u dokumentarnom filmu Inside Job (2010), koji je kasnije dobio Oscara za najbolji dokumentarni igrani film.
Američki modni časopis Vogue objavio je reportažu o Lagarde u rujnu 2011.
Glumica Laila Robins je glumila Lagarde u televizijskom filmu HBO-a Too Big to Fail (2011.) koji se temeljio na istoimenoj popularnoj knjizi novinara New York Timesa Andrewa Rossa Sorkina.
Meryl Streep se inspirirala s Lagarde za ulogu Mirande Priestly u igranom filmu The Devil Wears Prada (2006.), navodeći njezinu "neospornu eleganciju i autoritet".
Lagarde je 2014. predstavila predavanje Richarda Dimblebyja, pod nazivom " Novi multilateralizam za 21. stoljeće ".

## Priznanja

### Nagrade
- 2011. – 9. najmoćnija žena na svijetu prema imenovanju magazina Forbes
- 2012. – 8. najmoćnija žena na svijetu prema imenovanju magazina Forbes
- 2013. – 7. najmoćnija žena na svijetu prema imenovanju magazina Forbes
- 2014. – 5. najmoćnija žena na svijetu prema imenovanju magazina Forbes[79]
- 2015. – 6. najmoćnija žena na svijetu prema imenovanju magazina Forbes
- 2016. – 6. najmoćnija žena na svijetu prema imenovanju magazina Forbes
- 2017. – 8. najmoćnija žena na svijetu, koju je imenovao magazin Forbes
- 2017. – 1. mjesto na popisu 100 najutjecajnijih ljudi u međunarodnim organizacijama, dodijelila tvrtka Richtopia sa sjedištem u Velikoj Britaniji[80]
- 2018. – 3. najmoćnija žena na svijetu prema imenovanju magazina Forbes Forbes
- 2019. - Humanitarna nagrada CARE, dodjeljuje CARE
- 2019. - Ugledna međunarodna nagrada za vodstvo, dodjeljuje Atlantsko vijeće
- 2019. – 2. najmoćnija žena na svijetu prema imenovanju magazina Forbes Forbes[81]
- 2020. – 2. najmoćnija žena na svijetu prema imenovanju magazina Forbes Forbes[10]

## Osobni život
Lagarde je razvedena i ima dva sina, Pierre-Henri Lagarde (rođen 1986.) i Thomas Lagarde (rođen 1988.).  Od 2006. godine njezin je partner poduzetnik Xavier Giocanti iz Marseillea .

## Vanjske poveznice
- arhiva kolumna na Project Syndicate

- Christine Lagarde izabrane vijesti i komentari na Forbesu